# فيديريكو راموس (لاعب كرة قدم)
فيديريكو راموس (بالإسبانية: Federico Ramos)‏ هو لاعب كرة قدم أوروغواياني يلعب في مركز الهجوم، ولد في 16 سبتمبر 1991 في Piriápolis ‏ في الأوروغواي. لعب مع نادي أتيناس دي سان كارولس وميرامار ميشنس.

## وصلات خارجية
- فيديريكو راموس (لاعب كرة قدم) على موقع قاعدة بيانات كرة القدم.إي يو (الإنجليزية)
- فيديريكو راموس (لاعب كرة قدم) على موقع Soccerway.com (الإنجليزية)
- فيديريكو راموس (لاعب كرة قدم) على موقع عالم كرة القدم.نت (الإنجليزية)